# Sonda analna Cartmana
Sonda analna Cartmana (ang. Cartman Gets an Anal Probe) – to pierwszy odcinek amerykańskiego animowanego serialu telewizyjnego Miasteczko South Park, premierowo wyemitowany 13 sierpnia 1997 roku na stacji telewizyjnej Comedy Central. Został stworzony przy użyciu tradycyjnej animacji, z postaciami wykonanymi z wyciętego papieru. Jego produkcja trwała trzy miesiące. To jedyny odcinek serialu stworzony w ten sposób. Wszystkie kolejne odcinki były animowane komputerowo.

## Fabuła
W czasie, gdy chłopcy czekają na autobus szkolny, Cartman opowiada chłopcom o swoim śnie, w którym porwali go kosmici. Koledzy nie chcą mu uwierzyć. Szef przyjeżdża do chłopców i pyta ich, czy zobaczyli poprzedniego wieczoru statek kosmiczny. Opowiada im o kosmicznych sondach analnych. Gdy szef opuszcza dzieci, przyjeżdża autobus szkolny. Zabiera dzieci, które z grozą zauważają, jak ktoś porywa Ike’a. Kyle spędza resztę odcinka, próbując uratować młodszego brata. W szkole Cartman zaczyna puszczać ogniste bąki i Kyle bezskutecznie próbuje przekonać pana Garrisona, by go zwolnić z lekcji, aby ten mógł poszukać malucha. Gdy szef mówi Kyle’owi, że jego brat został porwany przez kosmitów i że widzi wychodzącą z odbytu Cartmana maszynę, pomaga chłopcom uciec ze szkoły, włączając alarm przeciwpożarowy. Gdy chłopcy są na zewnątrz, Cartman powtarza, że jego porwanie było tylko snem, gdy nagle zostaje postrzelony promieniem i zaczyna śpiewać i tańczyć do „I love to singa”. Potem pojawia się statek kosmiczny. Kyle rzuca w niego kamieniem, ale statek oddaje, strzelając w Kenny’ego. Ten leci na drogę i chłopcy myślą, że umarł, ale Kenny jeszcze żyje. Przeżywa również potrącenie przez stado krów. Zabija go w końcu radiowóz oficera Barbrady.
Stan i Kyle spotykają Wendy w Stark’s Pond i ona proponuje użycie maszyny ulokowanej w Cartmanie, aby skontaktować się z gośćmi. By zwabić ich z powrotem, dzieci przywiązują Cartmana do drzewa, i gdy znowu puszcza bąka, ogromny talerz satelitarny wysuwa się z jego odbytu. Nadlatuje statek kosmiczny i Ike wyskakuje z niego dla bezpieczeństwa. W międzyczasie, goście komunikują się z krowami na miejscu, odnajdując je jako najmądrzejszy gatunek na planecie. Kosmici porywają Cartmana, który następnego dnia wraca z czerwonym okiem.